# Agami à ailes blanches
Psophia leucoptera
Espèce
Statut de conservation UICN

 LC  : Préoccupation mineure
L'Agami à ailes blanches (Psophia leucoptera) est une espèce d'oiseaux, l'une des 3 espèces de la famille des psophiidés.

## Répartition
C'est un oiseau des forêts primaires de l'ouest de l'Amazonie.